# 1501 км (платформа)
1501 км — пасажирський залізничний зупинний пункт Кримської дирекції Придніпровської залізниці на електрифікованій лінії Джанкой — Севастополь між станцією Бахчисарай (5 км) та станцією Сирень (2 км). Розташований в селі Залізничне Бахчисарайського району Автономної Республіки Крим.

## Пасажирське сполучення

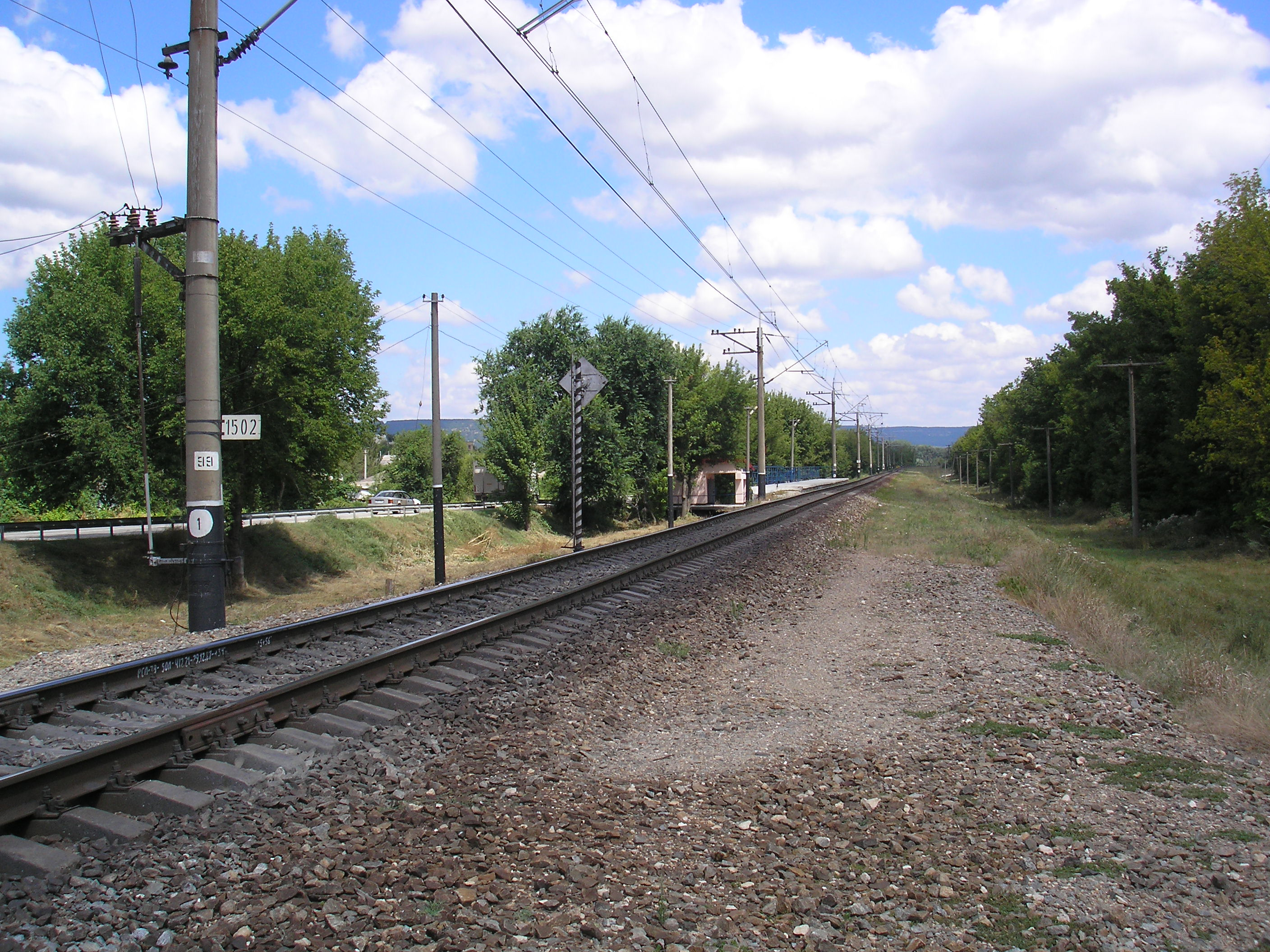
Зупинний пункт 1501 км

На Платформі 1501 км зупиняються приміські електропоїзди сполученням Сімферополь — Севастополь.